# Sashegyi Gepárdok
A Sashegyi Gepárdok egy amatőr futócsapat. 2008. március 1-jén még Nike futóklubként indult útjára.
2009-ben a futókból és triatlonosokból álló amatőr csapat már 55 futóversenyen vett részt, sokan csak teljesítettek egy-egy rövidebb, vagy inkább hosszabb távot. Rendszerint az egyik legnagyobb létszámú klub volt a versenyeken.
2011-ben a Sashegyi Gepárdok első csapat-OB-aranyát nyerte a Budapest Maratonon, amelyet azóta még kettő követett. Ezekhez már Beda Szabolcs (2014), Szabó Gábor (2014, 2015) is aktívan hozzájárult.

## Sportágak
Van köztük félramaratonista, maratonista, ultrafutó, triatlonos, ironman. Futnak aszfalton, terepen, bicikliznek, úsznak.
A csapat amatőrökből áll, azaz munka és sokan család mellett edzenek, készülnek versenyekre. Dolgoznak mint irodai munkatárs, cégvezető, kutató, informatikus, rádiós műsorvezető, coach, pedagógus, zenész, művész, táncos, fotós és sokan közülük önkénteskednek. Van köztük Suhanj! alapítvány önkéntes, hospice nagykövet, a Vegán Állatvédelem Egyesület önkéntese, illetve futónagykövete, erdőtelepítésben segédkező, állatmenhelyet támogató, vagy hajléktalan ellátásban segítő, a Vitamin Kommandó, a Budapest Bike Maffia és a Backpack Runners segítségével, Bátor Tábor önkéntes, de többen töltik a szabad idejüket azzal, hogy mások szemetét szedik össze a PET Kupa keretében.
A gepárdok Futó Kaland című rádióműsora a Tilos Rádióban hallható minden második vasárnap 17:15-18:30-ig.

## Kimagasló eredmények
A csapatot 2021-ben jelölték a Highlights of Hungary díjra.
A Magyar Atlétikai Szövetség Ultrafutó Szakosztálya 2021-es díjkiosztóján a csapat 6 díjat kapott.
- 2021 év női ultrafutója (aszfalt): Cseke Lilla
- 2021 év férfi ultrafutója (aszfalt): Beda Szabolcs
- 2021 év ultrafutó-felfedezettje: dr. Drabik Krisztina
- 2021 ultrafutóedzője: Szabó Gábor
- 2021 ultrafutócsapata: Elte SE Sashegyi Gepárdok
- 2021 sport- és társadalmi felelősségvállalás különdíj: Maráz Zsuzsanna

## Kimagasló eredményű sportolók
- Beda Szabolcs

Az Év Ultrafutója (aszfalt) 2021, 
szenior maraton-világbajnok (2015), 
szenior maraton-Európa-bajnok (2014), 
Maraton Országos Bajnokság: 3. hely (2011), 
Hegyifutó Maraton Országos Bajnokság: 1. hely (2019), 
50 km-es Országos Bajnokság: 1. hely (2016, 2019), 
Terep Ultrafutó Országos Bajnokság, 85 km: 1. hely (2019), 
Balaton Szupermaraton (200 km / 4 nap): 1. hely (2020), 
Ultrabalaton, 222 km: 3. hely (2020), 
12 órás Országos Bajnokság: 1. hely (2021, 2022),
100 mérföldes Országos Bajnokság: 1. hely (2022), 
24 órás Országos Bajnokság: 1. hely (2021), 
48 órás Országos Bajnokság: 1. hely (2021)
- Burucs Ferenc

A leggyorsabb félmaraton-idejű gepárd. 2019. február 10-én Barcelonában 1:04:53 (3:05/km) idejű félmaratont futott. Ez 2015 és 2022.03.06. közötti 7 évben a leggyorsabb magyar félmaratonidő.
- Cseke Lilla

WMA 100k Világbajnokság W35 3. hely (2022, Berlin), 
Az év ultrafutója (2019, 2021), 
Ultrabalaton, 210 km. 1. hely pályacsúccsal (2022), 216 km: 2. hely (2021), 
Korinthosz ultrafutóverseny 80 km női 1. hely (2020), 
Ultra Tiszta-tó (UTT) 65 km női 1. hely (2020), 
100 km országos bajnokság női 1. hely (2019), 
Ultra Tisza-tó (UTT) 111 km női 1. hely (2019), 
BSZM női 1. hely (2019), 
6 órás országos bajnokság női 1. hely (2019)
BSZM női 1. hely (2018)
- Garai Ágnes

WMA 100k Világbajnokság W35 2. hely (2022, Berlin), 
6 órás országos bajnokság női 1. hely (2022),
100 km országos bajnokság női 3. hely (2022),
50 km országos bajnokság női 3. hely (2021), 
6 órás futás 1. hely - új magyar csúcs (2023)
- Simonyi Balázs

8x Spartathlon-teljesítő (2013, 2014, 2015, 2016, 2017, 2018, 2019, 2021), 
5x Ultrabalaton-teljesítő, 
2x Sakura Michi Nature Run, Japan, 250 km, 
3x Aethlios Race (Nemea–Olympia), Görögország, 180 km terep, legjobb eredmény: 20:33:39, 1. hely, 2021, 
2x Balaton Szupermaraton
- Vajda Zoltán

Ultra Tisza-tó, 65 km, 1. hely (2020), 
Korinthosz ultrafutóverseny, 80 km, 1. hely (2019), 
Wizz Air Félmaraton, 21 km, M55 1. hely (2019), 
Ultrabalaton, 212 km, 2. hely (2012), 
3x Spartathlon-teljesítő, 
Badwater-ultramaraton, Death Valley (USA), 217 km, 
36x Kinizsi Százas Teljesítménytúra, 100 km

## Az elmúlt évek részletes eredményei
- 2023[2]
- 2022[3]
- 2021[4]
- 2020[5]

## A Sashegyi Gepárdokról megjelent cikkek
- A Sashegyi Gepárdok szíve, Szabó Gábor Archiválva 2022. május 3-i dátummal a Wayback Machine-ben
- Az ELTE futói a Highlights of Hungary-n
- Interjú a 2019-es Spartathlon-bajnok edzőjével, Szabó Gáborral Archiválva 2022. május 20-i dátummal a Wayback Machine-ben
- A Sashegyi Gepárdok szíve, Szabó Gábor
- Ultrafutás növényi alapokon Beda Szabolcs vegán ultrafutóval
- BÜNTETŐKÖR #14 - Szabó Gábor - Életút. A hatékony futás
- BÜNTETŐKÖR #41 - interjú Beda Szabolccsal és Szabó Sándorral 1.
- BÜNTETŐKÖR #42 - interjú Beda Szabolccsal és Szabó Sándorral 2.
- Tilos Rádió - interjú Beda Szabolccsal és dr. Iller Barbarával